# Las seis de La Suiza
Las seis de La Suiza es el nombre con el que se conoce un caso judicial en España que involucra a seis sindicalistas de la CNT condenadas por una campaña de protesta contra la pastelería La Suiza, en Gijón, en defensa de una trabajadora embarazada que denunció abusos laborales. El conflicto, que comenzó en 2017 como una acción sindical, derivó en un proceso penal que terminó con condenas a prisión ratificadas por el Tribunal Supremo en 2024. El caso generó un debate público sobre los límites de la acción sindical, la criminalización de la protesta laboral y el papel de la justicia en los conflictos entre empleadores y organizaciones obreras.

## Antecedentes
En 2017, una trabajadora embarazada de la Pastelería La Suiza de Gijón, en Asturias, denunció acoso laboral y sexual contra el dueño del negocio y este interpuso una demanda contra la trabajadora por denuncia falsa, siendo ambas sobreseídas. Previamente, el dueño del establecimiento había denunciado a la pareja de la trabajadora por daños, por un altercado sucedido con anterioridad.
Ante la situación laboral y personal que estaba viviendo en su trabajo, esta acudió a la CNT, que trató de mediar entre ambos, para finalmente iniciar una campaña de movilizaciones en el exterior del local y de reparto de panfletos. Las concentraciones de protesta se repitieron hasta que el negocio echó el cierre definitivo, después de que el local donde se ubicaba la pastelería llevara anunciado en portales inmobiliarios desde al menos un año antes del inicio del conflicto.

## Proceso judicial
El dueño del establecimiento denunció las acciones de protesta iniciadas por el sindicato. En enero de 2021, la trabajadora implicada y otros siete sindicalistas que participaron en las protestas fueron juzgados por unos delitos de coacciones graves y obstrucción a la justicia. La Fiscalía de Gijón pidió para cada uno de ellos dos años y medio de cárcel, además de una indemnización para la empresa de 60 000 euros. La defensa de la acusación fue representada por el exjuez de la Audiencia Nacional Javier Gómez Bermúdez.
En junio de ese año, los ocho acusados fueron condenados por el Juzgado de lo Penal n.º 1 de Gijón a dos años de prisión por el delito de coacciones graves y a un año y seis meses adicionales por un delito contra la administración de justicia, al intentar las condenadas llegar a un acuerdo con el empresario. La condena total, de tres años y seis meses de prisión para cada una de ellas, un año más de lo que solicitaba la fiscalía, implicaba la posibilidad de ingresar prisión. Además, se les impuso una indemnización conjunta al dueño de la pastelería de 125 428 euros. Según el juez encargado del caso, Lino Rubio Mayo, conocido como el Justiciero de Poniente por casos como el de Carnero y Morala de Naval Gijón que inspiró la película Los lunes al Sol, las acciones causaron un daño desproporcionado y fueron determinantes para el cierre definitivo de La Suiza. Documentos aportados durante el proceso demostraron que la pastelería estaba anunciada para su traspaso como negocio en funcionamiento en portales inmobiliarios desde un año antes del inicio del conflicto por "cambio de domicilio", pero finalmente se vendió como local por una suma menor. La administración de la empresa declaró haber tenido unos resultados netos de menos de 20 000 € en el ejercicio del año anterior.
Nueve meses después, la condena fue ratificada en apelación la Audiencia Provincial de Asturias para seis de los acusados, absolviendo a dos de los condenados. En 2024, el Tribunal Supremo confirmó la condena de tres años y medio de prisión que le había sido impuesta a las seis personas sindicalistas de CNT por delitos de coacciones y obstrucción a la justicia. En noviembre de ese año, el Tribunal Constitucional desestimó el recurso de amparo que había presentado la defensa de las seis trabajadoras, mientras que la CNT anunció que elevaría el caso al Tribunal Europeo de Derechos Humanos.
En junio de 2025, el juez Lino Rubio Mayo desestimó la petición de suspensión de la condena a prisión en contra del posicionamiento de la defensa y de la Fiscalía, al considerar que no existía arrepentimiento por parte de las condenadas por haber sido el sindicato CNT quien abonó la indemnización por responsabilidad civil para el empresario. Esto agotó las posibilidades de recurso de las seis de La Suiza en los tribunales de España.

## Apoyos recibidos y petición de indulto
A lo largo del caso se produjeron diversas muestras de apoyo, acciones y manifestaciones a nivel regional, nacional e internacional pidiendo el indulto de las seis de La Suiza. En febrero de 2023 se creó el grupo de apoyo Sofitu (apoyo, en asturiano). Además, a raíz de la sentencia del Tribunal Supremo, se creó en julio de 2024 la Plataforma de Abogadas en Defensa de la Acción Sindical.
En junio de 2025, Izquierda Unida realizó una petición de indulto de las condenadas que fue aprobada por el Consejo del Gobierno del Principado de Asturias. La vicepresidenta segunda del Gobierno de España y ministra de Trabajo y Economía Social, Yolanda Díaz, apoyó a título personal la petición por considerar que la condena es un intento de criminalizar los derechos de los trabajadores y cuestionar el derecho a huelga. Además, más de 22 organizaciones sindicales apoyaron la petición de indulto y cientos de asociaciones se unieron a diferentes manifestaciones de protesta.
El 9 de julio de 2025 se decretó el ingreso inmediato en prisión de las seis personas condenadas.  Al día siguiente, las seis se personaron voluntariamente en el centro penitenciario de Asturias para su ingreso en prisión. Una semana después, obtuvieron el tercer grado penitenciario.